# Prothereua annulata
Prothereua annulata är en mångfotingart som beskrevs av Karl Wilhelm Verhoeff 1925. Prothereua annulata ingår i släktet Prothereua och familjen spindelfotingar. Inga underarter finns listade i Catalogue of Life.